# 台南市私立天仁高級工商職業学校
台南市私立天仁高級工商職業学校（たいなんししりつてんにんこうきゅうこうしょうしょくぎょうがっこう）は、
かつて台南市学甲区に位置し、通称「天仁工商」と略された私立の高等専門学校でありまた台南県内初めての専門学校でもあった。
2015年、学校の理事会は新規入学募集を停止することを決定。
これにより、学校のキャンパスは台南市政府に寄贈された。さらに、2021年に台南市政府の努力によって、
台湾の文化部の承認を得てキャンパスを「台南市伝統芸術伝習保存中心」として改装計画が立てられ、2024年に完成する予定である。

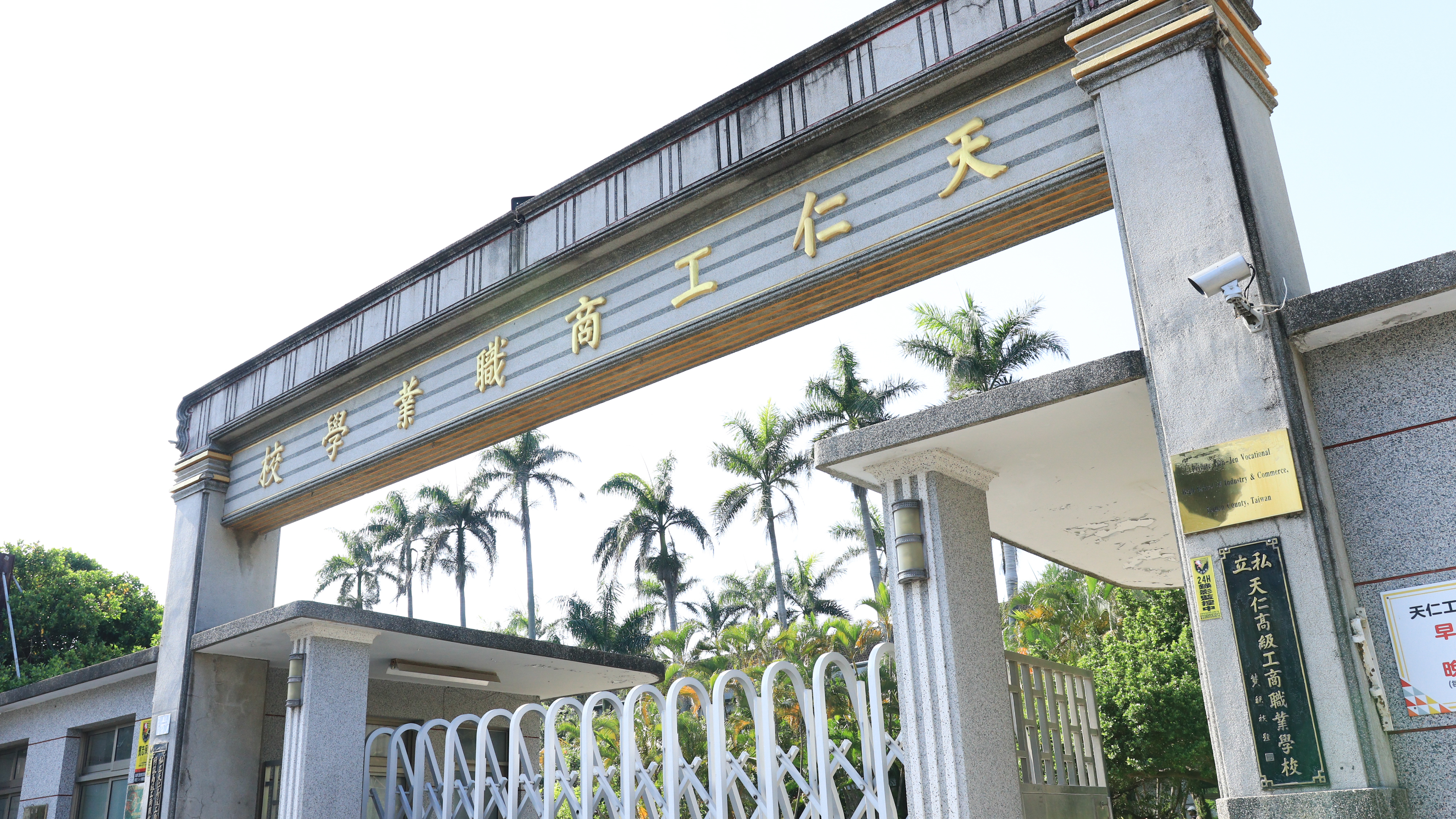
天仁工商校門撮影

## 学校の歴史
台南市私立天仁高級工商職業学校の敷地は地元の実業家である龔聯禎によって寄付され、大正7年（1918年）に建てられた北門郡学甲公立学校であった。
1957年10月、校舎の建設を準備しており、翌年4月に大部完成された。
1958年10月、学校は正式に登録された。
1960年6月、学校は公益財団法人としての登録も完了した。
1962年7月、名前は「商工」から「工商」に変更され、「私立天仁工商高等専門学校」に改名した。
全盛期には昼間部が1000人以上の生徒がおり、夜間部も400人の生徒がいった。
1969年7月、附設補習学校の設立と、商業科の増設が許可された。
1970年8月、自動車修理科の増設が許可された。
1971年8月、機械科は機械工学科に変更され、機械製図科の増設が許可された。
1973年7月、電気工学科の増設が許可され、商業科は総合商業科に変更した。
1979年7月、機械製図科は電子設備修理科に変更され、8月に附設補習学校が附設進学補習学校に変更した。
1980年7月、附設補習学校は電子設備修理科を増設することが許可された。
1986年には、自動車修理科を自動車科に、電子設備修理科を電子科に変更した。
1991年8月、情報処理科の増設が許可され、機械工学科は1クラスを削減された。

1994年8月、情報科の増設が許可された。

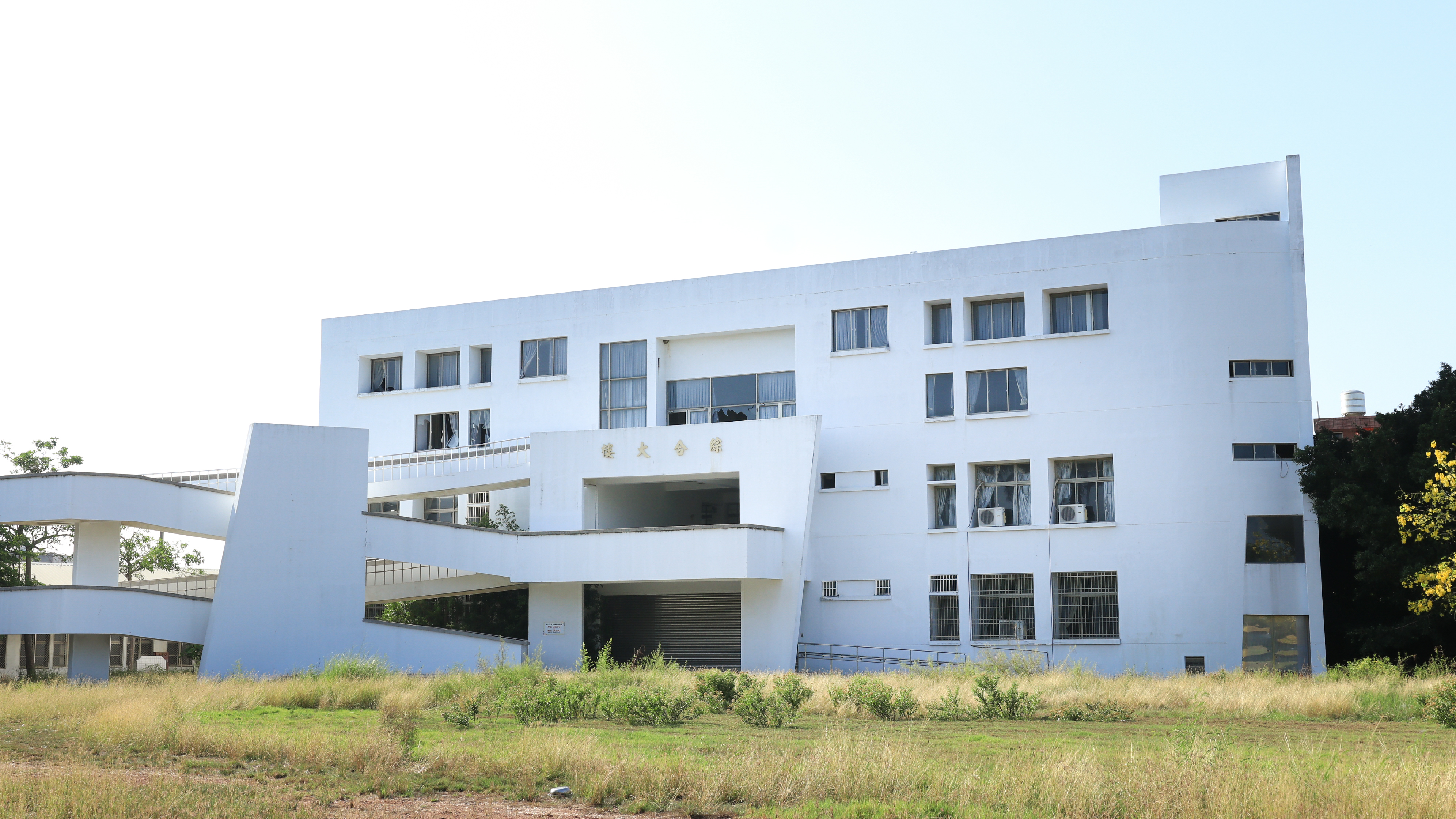
総合ビル

1997年5月、附設補習学校は自動車修理科を増設することが許可された。
1998年5月6日、総合高校が3クラスを追加することが許可された。
1999年9月は、附設進学補習学校は附設研修学校に改称することが許可された。
2000年2月、美容科を増設することが許可され、経営管理科は1クラスを削減された。
2001年5月、コーオプ教育電子専門科は1クラスを追加することが許可された。
2002年5月、コーオプ教育美容専門科は1クラスを追加することが許可され、総合高校は4クラスに調整した。
2003年5月21日、視聴電子修理科と美容技術科がそれぞれ1クラスを追加した。
2006年5月1日、自動車修理科1クラスを追加した。
2008年1月、総合高校4クラスが職業類情報科、自動車科、情報処理科に変更され、観光事業科を増設した。

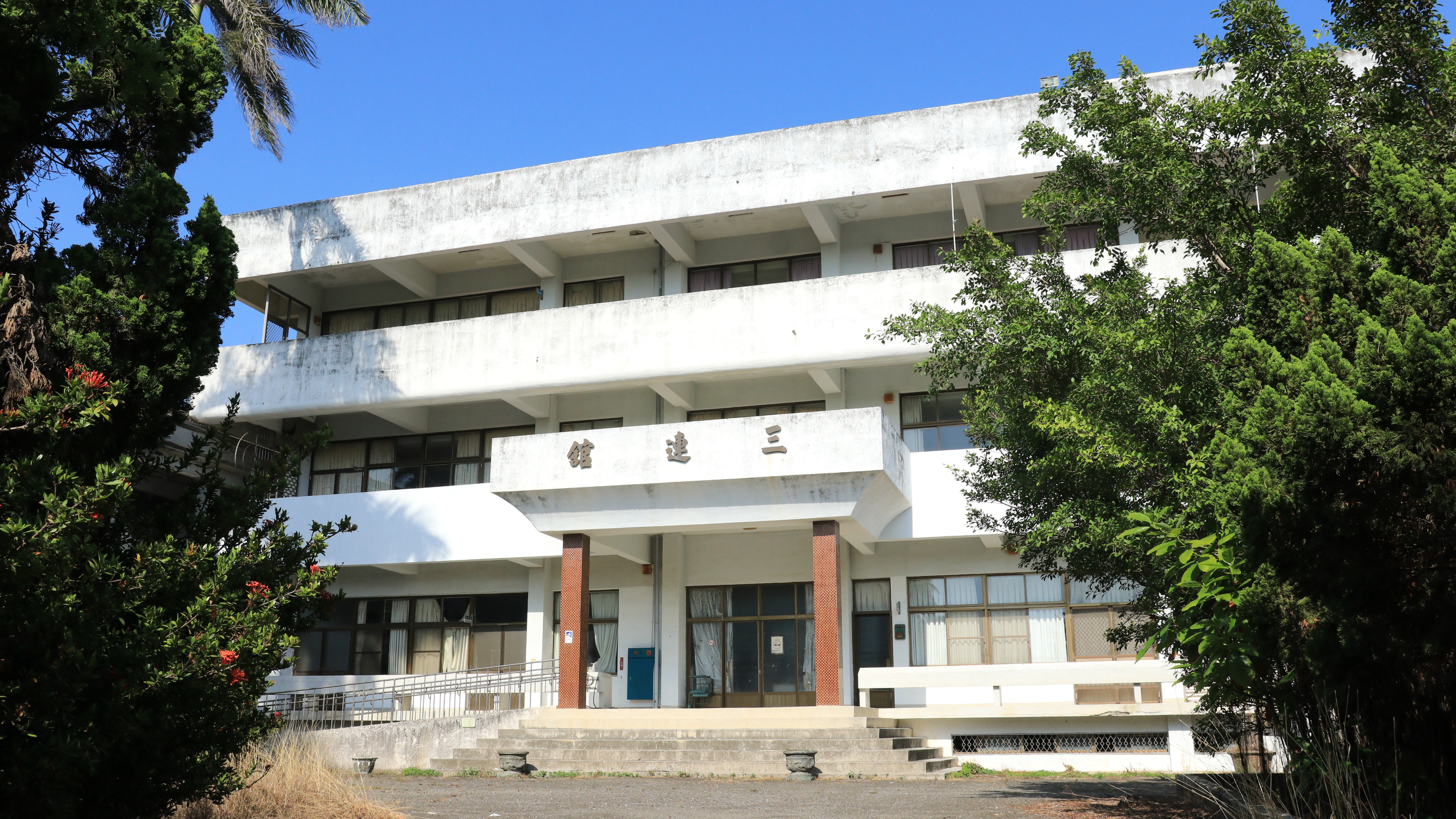
三連館

4月には、産学連携によって電子情報専門1クラスを追加した。
5月には、自動車修理科が商業情報科に変更された。
2010年4月8日に旅行業務科の増設が許可され、1クラスを追加した。
2015年、理事会は2016年度からの募集停止を決定した。

## 歴代校長
| 任期順番 | 名前   | 任期                 | 備考 |
| 1        | 吳石山 | 1958年8月－1962年8月 |      |
| 2        | 高文瑞 | 1962年8月－1975年8月 |      |
| 3        | 林秋龍 | 1975年8月－1990年6月 |      |
| 4        | 賴英仁 | 1990年6月－1996年7月 |      |
| 5        | 楊茂永 | 1996年7月－2002年7月 |      |
| 6        | 蔡崇發 | 2002年7月－2006年7月 |      |
| 7        | 林英芳 | 2006年8月－2014年7月 |      |
| 8        | 王宏仁 | 2014年7月－2015年7月 |      |

## 参考資料
1. ↑  “創校57年 天仁工商宣布停止招生 ｜ 公視新聞網 PNN”. 公視新聞網 PNN (2015年10月28日). 2023年9月8日閲覧。
2. ↑  “台南籌設傳藝傳習保存中心 (圖)” (中国語). Yahoo News (2021年7月18日). 2023年9月8日閲覧。
3. ↑  “台南學甲天仁工商職校創校57年即將走入歷史 - 天眼日報3e傳媒網路電視平台”. www.tynews.com.tw. 2023年9月8日閲覧。
4. ↑  https://www.facebook.com/ETtoday+(2015年2月3日).+“學生數「從千人降到350人」 台南天仁工商停止招生 | ETtoday地方新聞 | ETtoday新聞雲” (中国語). www.ettoday.net. 2023年9月8日閲覧。
5. ↑  自由時報電子報 (2015年2月4日). “天仁工商停止招生 恐走入歷史 - 地方 - 自由時報電子報” (中国語). news.ltn.com.tw. 2023年9月8日閲覧。